# NGC 191A
NGC 191A je lećasta galaktika u zviježđu Kitu. 

## Vanjske poveznice
- (engl.) SEDS: NGC 191
- (engl.) Hartmut Frommert: Revidirani Novi opći katalog
- (engl.) Izvangalaktička baza podataka NASA-e i IPAC-a
- (engl.) Astronomska baza podataka SIMBAD
- (engl.) VizieR
- DSS-ova slika NGC 191
- (engl.) Auke Slotegraaf: NGC 191 Deep Sky Observer's Companion
- (engl.) NGC 191  Arhivirana inačica izvorne stranice od 31. prosinca 2011. (Wayback Machine) DSO-tražilica
- (engl.) Courtney Seligman: Objekti Novog općeg kataloga: NGC 150 - 199